# Dubno (Příbram)
Dubno é uma comuna checa localizada na região da Boêmia Central, distrito de Příbram.